# Електронний ринок
Електро́нний ри́нок  (е-ринок, e-market) — являє собою віртуальний ринковий простір для ведення електронного бізнесу в сфері укладання оборудок і продажів, надання відомостей про товари, продукти і послуги, а також для підтримки обопільних комунікацій між продавцями і покупцями. Окремим випадком є електронний торговельний універсальний майданчик. Є горизонтальний ринковий простір для надання товарів і послуг масового попиту і вертикальний ринковий простір, що віддзеркалює специфіку окремих галузей економіки.